# Poliomintha incana
Poliomintha incana là một loài thực vật có hoa trong họ Hoa môi. Loài này được (Torr.) A.Gray miêu tả khoa học đầu tiên năm 1870.